# Max Dvořák
Max Dvořák (4 de Junho de 1874, Roudnice nad Labem (Raudnitz) - 8 de Fevereiro de 1921, Hrušovany nad Jevišovkou (Grußbach) próximo a Znojmo) foi um historiador da Arte austríaco nascido tcheco. Lecionou História da Arte na Universidade de Viena e foi um dos mais destacados membros da Escola Vienense de História da Arte (Wiener Schule der Kunstgeschichte).

## Juventude e Educação
Dvořák nasceu em 4 de junho de 1874 em Roudnice nad Labem, na Boêmia, filho de um arquivista e bibliotecário.
Estudou na Universidade de Praga e também na de Viena. Em 1897, completou uma tese de doutorado em História no Institut für Österreichische Geschichtsforschung, em Viena. Tendo ficado fortemente impressionado pelo seu professor e historiador de arte Franz Wickhoff, concentrou sua atenção nesta área e escreveu sua Tese de Habilitação (Habilitationsschrift) sobre os Manuscritos boêmios dos séculos XIII e XIV iluminados por Johannes von Neumarkt, defendida em 1901.

## Careira
Em 1902, Dvořák foi nomeado professor de História da Arte na Universidade de Viena. Após a morte de Aloïs Riegl em 1905 se tornou, com a ajuda de Julius von Schlosser, curador de monumentos públicos na Áustria. Em 1909, foi nomeado professor titular de História da Arte na Universidade de Viena, o que causou alguns problemas entre os nacionalistas da Faculdade de Arte, devido à sua origem tcheca. Após esses conflitos, Josef Strzygowski montou seu próprio instituto de História da Arte dentro da mesma universidade, conhecido como "Wiener Institut", o resultou em Dvořák e Strzygowski lecionando em dois "centros" diferentes na mesma instituição.
Dvořák foi um dos principais representantes da Escola Vienense de História da Arte, sendo sua contribuição mais importante o conceito de História da Arte como História das Ideias, publicada em seu livro de 1924, Kunstgeschichte als Geistesgeschichte. Em 1905, sucedeu Riegl como curador geral da Comissão Central Imperial de Preservação de Monumentos Artísticos e Históricos, atualmente a Bundesdenkmalamt. À frente da instituição, promoveu o restauro e recuperação de  muitos tesouros artísticos austríacos após a Primeira Guerra Mundial. Também deu prosseguimento à publicação do Anuário Histórico-Artístico da Comissão Central de Preservação de Monumentos Artísticos e Históricos (Kunstgeschichtliches Jahrbuch der Zentralkommission für die Erhaltung der Kunst- und historischen Denkmale) e, em 1907, estabeleceu um inventário de monumentos austríacos e húngaros (Österreichische Kunsttopographie). Também em 1907, criou o primeiro catálogo completo das Coleções Lobkowicz. Em 1916 publicou seu trabalho fulcral, Catecismo da preservação de monumentos (Katechismus der Denkmalpflege), no qual foi capaz estabelecer um amplo protocolo sobre as preocupações de proteção de monumentos.

## Vida pessoal e morte
Dvořák faleceu após sofrer um acidente vascular cerebral, em 8 de fevereiro de 1921, quando realizava uma visita a seu amigo, conde Khuen von Belasi, no Castelo Emmahof, perto de Hrušovany nad Jevišovkou, na Morávia do Sul. Ele deixou viúva e dois filhos. Foi sepultado no cemitério de Grußbach bei Znaim, em Hrušovany, em um jazigo honorário.

## Legado
Dvořák influenciou vários historiadores da arte, entre eles Frederick Antal, Otto Benesch, Dagobert Frey, Guido Kaschnitz von Weinberg, Emil Kaufmann, Ludwig Münz, Karl Maria Swoboda, Hans Tietze e Lionello Venturi. De acordo com Matthew Rampley, "em muitos aspectos, sua escrita atua como um termômetro de muitas das tensões da vida intelectual do início do século XX", lançando "luz importante sobre a situação sociocultural que produziu discursos históricos da arte nas primeiras décadas do século XX". Seus arquivos fazem parte do acervo da Universidade de Viena.
Em 1921, o austríaco Adolf Loos projetou um mausoléu para Dvořák que permaneceu sem ser construído mas teve, contudo, uma versão reduzida de autoria do arquiteto britânico Sam Jacob erguida em 2016, como uma instalação temporária, no Cemitério de Highgate, em Londres.

## Principais obras
- "Die Illuminatoren des Johann von Neumarkt". Jahrbuch der Kunsthistorischen Sammlungen des Allerhöchsten Kaiserhauses, Viena, vol. 21, 1901, p. 35-127. DOI https://doi.org/10.11588/diglit.5948.4
- "Das Rätsel der Kunst der Brüder van Eyck". Jahrbuch der Kunsthistorischen Sammlungen des Allerhöchsten Kaiserhauses, Viena, vol. 24, 1904, p. 167-323. DOI https://doi.org/10.11588/diglit.5914.8
- "Von Manes zu Švabinský". Die graphischen Künste, vol. 27, 1904, p. 29-52. DOI https://doi.org/10.11588/diglit.4236.5
- Katechismus der Denkmalpflege. Viena: Verlag von Julius Bard, 1916.
- "Sollen die deutschen Kunsthistoriker sich zu einer Fachgenossenschaft zusammenschließen?". Kunstchronik, n. 28, 1917, p. 369-371. DOI https://doi.org/10.11588/diglit.6187.123
- Idealismus und Naturalismus in der gotischen Skulptur und Malerei. Munique: Oldenbourg, 1918. DOI https://doi.org/10.11588/diglit.44912
- Oskar Kokoschka: Variationen über ein Thema. Viena: Richard Lányi, 1921.
- "Ein Stillleben des Bueckelaer oder Betrachtungen über die Entstehung der neuzeitigen Kabinettmalerei". Jahrbuch der Kunsthistorischen Sammlungen in Wien, vol. 36, 1923, p. 1-14. DOI https://doi.org/10.11588/diglit.6171.2
- Kunstgeschichte als Geistesgeschichte: Studien zur abendländischen Kunstentwicklung. Munique: R. Piper, 1924.
- Geschichte der italienischen Kunst im Zeitalter der Renaissance, 2 Vol. (1927-1928)
- Gesammelte Aufsätze zur Kunstgeschichte. Organizado por Karl Maria Swoboda e Johannes Wilde. Munique: Piper, 1929.